# I colori della vittoria
I colori della vittoria (Primary Colors) è un film del 1998 diretto da Mike Nichols, tratto dal romanzo a chiave Primary Colors: A Novel of Politics (1996) del giornalista e commentatore politico Joe Klein, incentrato sulla vittoriosa campagna elettorale di Bill Clinton per l'elezioni presidenziali del 1992, che lo stesso Klein all'epoca ebbe modo di seguire da vicino per conto del settimanale Newsweek.
Presentato fuori concorso al 51º Festival di Cannes, il film ebbe scarso successo al botteghino, avendo incassato appena 52 milioni di dollari a fronte d'un budget di 65, malgrado la buona accoglienza riservatagli dalla maggior parte della critica.

## Trama
Henry Burton, giovane idealista nipote di un leader che ha combattuto per i diritti civili, decide di partecipare, sia pure dopo molte incertezze, alla campagna per le elezioni primarie del partito democratico in favore di Jack Stanton, governatore di uno stato del sud.
Del team fanno parte anche: sua moglie Susan, Libby Holden, ex compagna di college di Jack (fanaticamente legata alla causa, dichiaratamente omosessuale e decisissima a risolvere ogni problema) e la giovane Daisy Green, scelta come consulente per i massmedia e Richard Jemmons, stratega tanto brillante quanto improbabile; soprattutto ci sono gli Stanton, travolgenti nel carattere, pieni di entusiasmo e decisi a vincere per entrare nella storia.
La campagna elettorale va avanti freneticamente e gli umori cambiano in rapida successione. Gli scandali sessuali sono quelli che più mettono in difficoltà il team: prima una segretaria denuncia una relazione extraconiugale con Jack e poi il padre di una ragazzina di colore dichiara addirittura che la figlia è incinta di Stanton; questi scandali vengono messi a tacere con enorme fatica ma Libby, a causa della profonda delusione per l'accaduto si suicida. Successivamente, durante una tribuna politica televisiva, il candidato avversario ha un malore e, ricoverato in ospedale, è costretto a rinunciare al proseguimento della campagna. Il nuovo candidato viene però incastrato dallo staff di Jack grazie a un dossier su un traffico di cocaina.
La campagna elettorale è andata avanti senza esclusione di colpi ed Henry, duramente provato, vorrebbe dimettersi ma Jack lo convince a rimanere. Arrivano finalmente le elezioni, Stanton viene eletto presidente ed Henry è tra coloro a cui stringe la mano il giorno della vittoria.

## Riconoscimenti
Premio oscar 1999 - Nomination a Kathy Bates come migliore attrice non protagonista.